# Міхаель Штіх
Міхаель Штіх (нім. Michael Stich, 18 жовтня 1968) — колишній німецький тенісист, олімпійський чемпіон.
Найвищу одиночну позицію світового рейтингу — 2 місце досяг 22 листопада 1993, парну — 9 місце — 22 березня 1991 року. Здобув 18 одиночних та 10 парних титулів. Найбільше досягнення Штіха в одиночному розряді на турнірах Великого шолома — перемога у Вімблдонському турнірі 1991 року. В парному розряді він також вигравав Вімблдон, але, крім того, став олімпійським чемпіоном Барселонської Олімпіади в парі з Борисом Беккером. Завершив кар'єру 1997 року.

## Кар'єра
Міхаель Штіх став професіоналом у 1988 році й виграв свій перший турнір найвищої категорії в одиночному розряді в 1990 у Мемфісі, Теннессі.
1991 року він здобув перемогу на Вімблдоні. Чинного чемпіона, першу ракетку світу, Стефана Едберга він здолав у півфіналі 4–6, 7–6, 7–6, 7–6, хоча жодного разу не виграв гейм на подачі супротивника. У фіналі Штіх переміг співвітчизники, триразового чемпіона Вімблдона, Бориса Беккера в трьох сетах.
1992 року в парі з Джоном Макінроєм Штіх виграв Вімблдонський турнір у парному розряді. Фінальний матч складався із 5 сетів й продовжувався чотири години. Уже в понеділок пара здобула перемогу у вирішальному сеті з рахунком 19-17. А на Барселонській Олімпіаді Штіх грав у парі з Беккером, здобувши золоту олімпійську медаль. Він також виграв Кубок великого шолома 1992 року, перемігши в фіналі Майкла Чанга.
Найбільшим успіхом для Штіха 1993 року була перемога над Пітом Сампрасом у фіналі чемпіонату ATP. Того ж року, як представник Німеччини, Штіх виграв Кубок Девіса та Кубок Гопмана.
Удруге Штіх потрапив до фіналу турніру Великого шолома на Відкритому чемпіонаті США 1994, де програв у трьох сетах Андре Агассі. Виступаючи за Німеччину, того року він виграв Світовий командний кубок.
На Відкритому чемпіонаті Франції 1996 Штіх вибив чинного чемпіона Томаса Мустера в чертвертому колі турніру, вигравши в чотирьох сетах. Він добрався до фіналу, третього в своїй кар'єрі, але програв Євгену Кафельнікову у трьох сетах. Того ж року він здобув свій останній титул в одиночному розряді, перемігши на турнірі в Антверпені. Свій останній титул у парному розряді він виграв 1997 року в Галле.
Всього за кар'єру Штіх виграв 18 одиночних і 10 парних титулів і досягав другої позиції у світовому рейтингу. Він оголосив про завершення виступів після Вімблдону 1997 року. Він розпочав турнір з перемоги над Джимом Кур'є, добрався до півфіналу, але там поступився Седріку Пйоліну.
Штіх чудово грав як на задній лінії, так і біля сітки. Завдяки такій різносторонності він належав до невеликого числа гравців, що могли перемагати на будь-якій поверхні.
Після завершення кар'єри Штіх присвячує більшість часу роботі у власному фонді боротьби зі СНІДом. Він також працює тенісним коментатором BBC. З 1992 по 2003 він був одружений із німецькою акторкою Джессікою Штокманн. У 2005 він знову одружився з Александрою Ріковскі й мешкає із нею в Гамбурзі.

## Фінали турнірів Великого шолома

### Одиночний розряд: 3 (1–2)
| Результат | Рік  | Турнір                           | Покриття | Суперник          | Рахунок                 |
| --------- | ---- | -------------------------------- | -------- | ----------------- | ----------------------- |
| Перемога  | 1991 | Вімблдонський турнір             | Трава    | Борис Бекер       | 6–4, 7–6(7–4), 6–4      |
| Поразка   | 1994 | Відкритий чемпіонат США з тенісу | Тверде   | Андре Агассі      | 1–6, 6–7(5–7), 5–7      |
| Поразка   | 1996 | Відкритий чемпіонат Франції      | Ґрунт    | Євген Кафельников | 6–7(4–7), 5–7, 6–7(4–7) |

### Парний розряд: 1 (1–0)
| Результат | Рік  | Турнір               | Покриття | Партнер       | Суперники                | Рахунок                             |
| --------- | ---- | -------------------- | -------- | ------------- | ------------------------ | ----------------------------------- |
| Перемога  | 1992 | Вімблдонський турнір | Трава    | Джон Макінрой | Джим Грабб Річі Ренеберг | 5–7, 7–6(7–5), 3–6, 7–6(7–5), 19–17 |

## Інші значні фінали

### Фінали чемпіонатів закінчення сезону

#### Одиночний розряд: 1 (1–0)
| Результат | Рік  | Турнір    | Покриття  | Суперник    | Рахунок                      |
| --------- | ---- | --------- | --------- | ----------- | ---------------------------- |
| Перемога  | 1993 | Фінал ATP | Килим (i) | Піт Сампрас | 7–6(7–3), 2–6, 7–6(9–7), 6–2 |

### Фінали Кубку Великого шлему: 2 (1–1)
| Результат | Рік  | Турнір               | Покриття  | Суперник   | Рахунок                       |
| --------- | ---- | -------------------- | --------- | ---------- | ----------------------------- |
| Перемога  | 1992 | Кубок Великого шлему | Килим (i) | Майкл Чанг | 6–2, 6–3, 6–2                 |
| Поразка   | 1993 | Кубок Великого шлему | Килим (i) | Петр Корда | 6–2, 4–6, 6–7(5–7), 6–2, 9–11 |

### Фінал Олімпійських ігор у парному розряді
| Результат | Рік  | Турнір                      | Покриття | Партнер     | Суперники                | Рахунок                      |
| --------- | ---- | --------------------------- | -------- | ----------- | ------------------------ | ---------------------------- |
| Gold      | 1992 | Літні Олімпійські ігри 1992 | Ґрунт    | Борис Бекер | Вейн Феррейра Піт Норвал | 7–6(7–5), 4–6, 7–6(7–5), 6–3 |

### Фінали турнірів серії Мастерс

#### Одиночний розряд: 3 (2–1)
| Результат | Рік  | Турнір    | Покриття  | Суперник         | Рахунок                      |
| --------- | ---- | --------- | --------- | ---------------- | ---------------------------- |
| Поразка   | 1992 | Гамбург   | Ґрунт     | Стефан Едберг    | 7–5, 4–6, 1–6                |
| Перемога  | 1993 | Гамбург   | Ґрунт     | Андрій Чесноков  | 6–3, 6–7(1–7), 7–6(9–7), 6–4 |
| Перемога  | 1993 | Стокгольм | Килим (i) | Горан Іванишевич | 4–6, 7–6(8–6), 7–6(7–3), 6–2 |

#### Парний розряд: 3 (1–2)
| Результат | Рік  | Турнір      | Покриття | Партнер       | Суперники                           | Рахунок       |
| --------- | ---- | ----------- | -------- | ------------- | ----------------------------------- | ------------- |
| Поразка   | 1990 | Гамбург     | Ґрунт    | Удо Ріглевскі | Серхі Бругера Джим Кур'є            | 6–7, 2–6      |
| Перемога  | 1992 | Монте-Карло | Ґрунт    | Борис Бекер   | Петр Корда Карел Новачек            | 3–6, 6–1, 6–4 |
| Поразка   | 1992 | Гамбург     | Ґрунт    | Карл-Уве Стіб | Серхіо Касаль Еміліо Санчес Вікаріо | 7–5, 4–6, 3–6 |

## Фінали за кар'єру

### Одиночний розряд: 31 (18–13)
| Легенда                            |
| ---------------------------------- |
| Великий Шлем (1–2)                 |
| Чемпіонати закінчення сезону (1–0) |
| Кубок Великого шлему (1–1)         |
| Серія Мастерс ATP (2–1)            |
| Серія турнірів ATP (3–3)           |
| Світова серія ATP (10–6)           |

| Фінали за покриттям |
| ------------------- |
| Тверде (4–4)        |
| Трава (4–1)         |
| Ґрунт (3–5)         |
| Килим (7–3)         |

| Результат | Ранг | Дата                 | Турнір                                         | Покриття   | Суперник              | Рахунок                           |
| --------- | ---- | -------------------- | ---------------------------------------------- | ---------- | --------------------- | --------------------------------- |
| Перемога  | 1.   | Бер 1990             | Мемфіс, США                                    | Тверде     | Веллі Месур           | 6–7(5–7), 6–4, 7–6(7–1)           |
| Поразка   | 1.   | Січ 1991             | Аделаїда, Австралія                            | Тверде     | Ніклас Культі         | 3–6, 6–1, 2–6                     |
| Поразка   | 2.   | Січ 1991             | Сідней, Австралія                              | Тверде     | Гі Форже              | 3–6, 4–6                          |
| Поразка   | 3.   | Лют 1991             | Мемфіс, США                                    | Тверде (i) | Іван Лендл            | 5–7, 3–6                          |
| Перемога  | 2.   | 1991                 | Вімблдонський турнір, Велика Британія          | Трава      | Борис Бекер           | 6–4, 7–6(7–4), 6–4                |
| Перемога  | 3.   | Лип 1991             | Stuttgart Outdoor, Німеччина                   | Ґрунт      | Альберто Манчіні      | 1–6, 7–6(11–9), 6–4, 6–2          |
| Перемога  | 4.   | Сер 1991             | Скенектаді, США                                | Тверде     | Еміліо Санчес Вікаріо | 6–2, 6–4                          |
| Перемога  | 5.   | Жов 1991             | Відень, Австрія                                | Килим (i)  | Ян Сімерінк           | 6–4, 6–4, 6–4                     |
| Поразка   | 4.   | Тра 1992             | Гамбург, Німеччина                             | Ґрунт      | Стефан Едберг         | 7–5, 4–6, 1–6                     |
| Перемога  | 6.   | Чер 1992             | Rosmalen Grass Court Championships, Нідерланди | Трава      | Джонатан Старк        | 6–4, 7–5                          |
| Перемога  | 7.   | Кубок Великого шлему | Кубок Великого шлему, Мюнхен                   | Килим (i)  | Майкл Чанг            | 6–2, 6–3, 6–2                     |
| Перемога  | 8.   | Лют 1993             | Штутгарт, Німеччина                            | Килим (i)  | Ріхард Крайчек        | 4–6, 7–5, 7–6(7–4), 3–6, 7–5      |
| Поразка   | 5.   | Тра 1993             | Мюнхен, Німеччина                              | Ґрунт      | Іван Лендл            | 6–7(2–7), 3–6                     |
| Перемога  | 9.   | Тра 1993             | Гамбург, Німеччина                             | Ґрунт      | Андрій Чесноков       | 6–3, 6–7(1–7), 7–6(9–7), 6–4      |
| Перемога  | 10.  | Чер 1993             | Лондон (Queen's Club), Велика Британія         | Трава      | Вейн Феррейра         | 6–3, 6–4                          |
| Поразка   | 6.   | Лип 1993             | Штутгарт, Німеччина                            | Ґрунт      | Магнус Густафссон     | 3–6, 4–6, 6–3, 6–4, 4–6           |
| Перемога  | 11.  | Сер 1993             | Базель, Швейцарія                              | Тверде (i) | Стефан Едберг         | 6–4, 6–7(5–7), 6–3, 6–2           |
| Перемога  | 12.  | Лис 1993             | Стокгольм, Швеція                              | Килим (i)  | Горан Іванишевич      | 4–6, 7–6(8–6), 7–6(7–3), 6–2      |
| Перемога  | 13.  | Лис 1993             | Фінал ATP, Франкфурт                           | Килим (i)  | Піт Сампрас           | 7–6(7–3), 2–6, 7–6(9–7), 6–2      |
| Поразка   | 7.   | Кубок Великого шлему | Кубок Великого шлему, Мюнхен                   | Килим (i)  | Петр Корда            | 6–2, 4–6, 6–7(5–7), 6–2, 9–11     |
| Перемога  | 14.  | Лют 1994             | Роттердам, Нідерланди                          | Килим (i)  | Вейн Феррейра         | 4–6, 6–3, 6–0                     |
| Перемога  | 15.  | Тра 1994             | Мюнхен, Німеччина                              | Ґрунт      | Петр Корда            | 6–2, 2–6, 6–3                     |
| Перемога  | 16.  | Чер 1994             | Галле, Німеччина                               | Трава      | Магнус Ларссон        | 6–4, 4–6, 6–3                     |
| Поразка   | 8.   | 1994                 | Відкритий чемпіонат США з тенісу, Нью-Йорк     | Тверде     | Андре Агассі          | 1–6, 6–7(5–7), 5–7                |
| Поразка   | 9.   | Жов 1994             | Відень, Австрія                                | Килим (i)  | Андре Агассі          | 6–7(4–7), 6–4, 2–6, 3–6           |
| Поразка   | 10.  | Лют 1995             | Штутгарт, Німеччина                            | Килим (i)  | Ріхард Крайчек        | 6–7(4–7), 3–6, 7–6(8–6), 6–1, 3–6 |
| Поразка   | 11.  | Тра 1995             | Мюнхен, Німеччина                              | Ґрунт      | Вейн Феррейра         | 5–7, 6–7(6–8)                     |
| Поразка   | 12.  | Чер 1995             | Галле, Німеччина                               | Трава      | Марк Россе            | 6–3, 6–7(11–13), 6–7(8–10)        |
| Перемога  | 17.  | Сер 1995             | Лос-Анджелес, США                              | Тверде     | Томас Енквіст         | 6–7(7–9), 7–6(7–4), 6–2           |
| Перемога  | 18.  | Лют 1996             | Антверпен, Бельгія                             | Килим (i)  | Горан Іванишевич      | 6–3, 6–2, 7–6(7–5)                |
| Поразка   | 13.  | 1996                 | Відкритий чемпіонат Франції з тенісу, Париж    | Ґрунт      | Євген Кафельников     | 6–7(4–7), 5–7, 6–7(4–7)           |

### Парний розряд: 16 (10–6)
| Легенда                  |
| ------------------------ |
| Великий Шлем (1–0)       |
| Tennis Masters Cup (0–0) |
| Olympic Gold Medal (1–0) |
| Серія Мастерс ATP (1–2)  |
| Серія турнірів ATP (1–1) |
| Світова серія ATP (6–3)  |

| Фінали за покриттям |
| ------------------- |
| Тверде (3–2)        |
| Трава (3–1)         |
| Ґрунт (3–2)         |
| Килим (1–1)         |

| Результат | Ранг | Дата     | Турнір                                         | Покриття   | Партнер       | Суперники                           | Рахунок                   |
| --------- | ---- | -------- | ---------------------------------------------- | ---------- | ------------- | ----------------------------------- | ------------------------- |
| Перемога  | 1.   | Жов 1989 | Базель, Швейцарія                              | Тверде (i) | Удо Ріглевскі | Омар Кампорезе Клаудіо Медзадрі     | 6–3, 4–6, 6–0             |
| Поразка   | 1.   | Лют 1990 | Мемфіс, США                                    | Тверде (i) | Удо Ріглевскі | Даррен Кейгілл Марк Кратцманн       | 5–7, 2–6                  |
| Поразка   | 2.   | Тра 1990 | Гамбург, Німеччина                             | Ґрунт      | Удо Ріглевскі | Серхі Бругера Джим Кур'є            | 6–7, 2–6                  |
| Перемога  | 2.   | Тра 1990 | Мюнхен, Німеччина                              | Ґрунт      | Удо Ріглевскі | Петр Корда Томаш Шмід               | 6–1, 6–4                  |
| Перемога  | 3.   | Чер 1990 | Rosmalen Grass Court Championships, Нідерланди | Трава      | Якоб Гласек   | Джим Грабб Джон Макінрой            | 7–6, 6–3                  |
| Поразка   | 3.   | Сер 1990 | Connecticut Open, США                          | Тверде     | Удо Ріглевскі | Гі Форже Якоб Гласек                | 6–2, 3–6, 4–6             |
| Перемога  | 4.   | Жов 1990 | Відень, Австрія                                | Килим (i)  | Удо Ріглевскі | Хорхе Лосано Тодд Вітскен           | 6–4, 6–4                  |
| Перемога  | 5.   | Січ 1991 | Мемфіс, США                                    | Тверде (i) | Удо Ріглевскі | Джон Фіцджеральд Лорі Вордер        | 7–5, 6–3                  |
| Поразка   | 4.   | Лют 1991 | Філадельфія, США                               | Килим (i)  | Удо Ріглевскі | Рік Ліч Джим П'ю                    | 4–6, 4–6                  |
| Перемога  | 6.   | Кві 1992 | Монте-Карло, Монако                            | Ґрунт      | Борис Бекер   | Петр Корда Карел Новачек            | 6–4, 6–4                  |
| Поразка   | 5.   | Тра 1992 | Гамбург, Німеччина                             | Ґрунт      | Карл-Уве Стіб | Серхіо Касаль Еміліо Санчес Вікаріо | 7–5, 4–6, 3–6             |
| Поразка   | 6.   | Чер 1992 | Rosmalen, Нідерланди                           | Трава      | Джон Макінрой | Джим Грабб Річі Ренеберг            | 4–6, 7–6, 4–6             |
| Перемога  | 7.   | Лип 1992 | Вімблдонський турнір, Лондон                   | Трава      | Джон Макінрой | Джим Грабб Річі Ренеберг            | 5–7, 7–6, 3–6, 7–6, 19–17 |
| Перемога  | 8.   | Сер 1992 | Теніс на Олімпійських іграх, Барселона         | Ґрунт      | Борис Беккер  | Вейн Феррейра Піт Норвал            | 7–6, 4–6, 7–6, 6–3        |
| Перемога  | 9.   | Сер 1993 | Лос-Анджелес, США                              | Тверде     | Вейн Феррейра | Грант Коннелл Скотт Девіс           | 7–6, 7–6                  |
| Перемога  | 10.  | Чер 1997 | Галле, Німеччина                               | Трава      | Карстен Браш  | Девід Адамс Маріус Барнард          | 7–6, 6–3                  |

## Досягнення

### Одиночний розряд
| W | Ф | ПФ | ЧФ | #Р | КТ | К# | DNQ | A | NH |

| Турнір                                 | 1988              | 1989              | 1990              | 1991              | 1992              | 1993              | 1994              | 1995              | 1996              | 1997              | SR                | В-П               |
| -------------------------------------- | ----------------- | ----------------- | ----------------- | ----------------- | ----------------- | ----------------- | ----------------- | ----------------- | ----------------- | ----------------- | ----------------- | ----------------- |
| Турніри Великого шолома                |                   |                   |                   |                   |                   |                   |                   |                   |                   |                   |                   |                   |
| Відкритий чемпіонат Австралії з тенісу |                   |                   | 3р                | 3р                | ЧФ                | ПФ                | 1р                | 3р                |                   | 2р                | 0 / 7             | 16–7              |
| Відкритий чемпіонат Франції з тенісу   |                   | 2р                | 2р                | ПФ                | 3р                | 4р                | 2р                | 4р                | Ф                 |                   | 0 / 8             | 22–8              |
| Вімблдонський турнір                   |                   | 1р                | 3р                | П                 | ЧФ                | ЧФ                | 1р                | 1р                | 4р                | ПФ                | 1 / 9             | 25–8              |
| Відкритий чемпіонат США з тенісу       |                   | 1р                | 2р                | ЧФ                | 2р                | 1р                | Ф                 | 4р                | 2р                |                   | 0 / 8             | 15–8              |
| В-П                                    | 0–0               | 1–3               | 6–4               | 17–3              | 11–4              | 12–4              | 7–4               | 8–4               | 10–3              | 6–2               | 1 / 32            | 78–31             |
| Чемпіонати закінчення сезону           |                   |                   |                   |                   |                   |                   |                   |                   |                   |                   |                   |                   |
| Фінал ATP                              | Не кваліфікувався | Не кваліфікувався | Не кваліфікувався | RR                | DNQ               | П                 | Не кваліфікувався | Не кваліфікувався | Не кваліфікувався | Не кваліфікувався | 1 / 2             | 5–3               |
| Кубок Великого шлему                   | Не проводили      | Не проводили      | DNQ               | ПФ                | П                 | Ф                 | DNQ               | DNQ               | 1р                | DNQ               | 1 / 4             | 9–3               |
| Виступи за країну                      |                   |                   |                   |                   |                   |                   |                   |                   |                   |                   |                   |                   |
| Теніс на Олімпійських іграх            |                   | Не проводили      | Не проводили      | Не проводили      | 2р                | Не проводили      | Не проводили      | Не проводили      |                   | NH                | 0 / 1             | 1–1               |
| Кубок Девіса                           |                   |                   | ЧФ                | ПФ                | PO                | П                 | ПФ                | ПФ                | ЧФ                |                   | 1 / 6             | 21–9              |
| Гран-прі                               | Гран-прі          | Гран-прі          | Серія Мастерс ATP | Серія Мастерс ATP | Серія Мастерс ATP | Серія Мастерс ATP | Серія Мастерс ATP | Серія Мастерс ATP | Серія Мастерс ATP | Серія Мастерс ATP | Серія Мастерс ATP | Серія Мастерс ATP |
| Індіан-Веллс                           |                   |                   |                   | ПФ                | ПФ                | 2р                |                   | 3р                |                   |                   | 0 / 4             | 8–4               |
| Відкритий чемпіонат Маямі з тенісу     |                   |                   | 2р                | 4р                |                   | 4р                |                   | 2р                |                   |                   | 0 / 4             | 5–4               |
| Монте-Карло                            |                   |                   | 1р                |                   | ЧФ                | 2р                | 3р                | 2р                |                   | 2р                | 0 / 6             | 5–6               |
| Рим                                    |                   |                   |                   | 1р                | 1р                |                   | ЧФ                |                   | 2р                |                   | 0 / 4             | 4–3               |
| Гамбург                                |                   | 1р                | 1р                | ПФ                | Ф                 | П                 | ПФ                | 3р                |                   | 2р                | 1 / 8             | 18–7              |
| Мастерс Канада                         |                   |                   | 2р                |                   |                   |                   |                   | ЧФ                |                   |                   | 0 / 2             | 3–2               |
| Мастерс Цинциннаті                     |                   |                   |                   |                   |                   | ЧФ                | ПФ                | ПФ                |                   |                   | 0 / 3             | 8–3               |
| Стокгольм1                             |                   |                   |                   | 2р                | 3р                | П                 | ЧФ                |                   | 2р                |                   | 1 / 5             | 9–4               |
| Париж                                  |                   |                   | ЧФ                |                   | 3р                | ЧФ                | 2р                |                   | 1р                |                   | 0 / 5             | 6–5               |
| В-П                                    | N/A               | 0–1               | 5–5               | 10–5              | 11–6              | 16–5              | 13–5              | 7–6               | 2–3               | 2–2               | 2 / 40            | 66–37             |
| Загальна статистика                    |                   |                   |                   |                   |                   |                   |                   |                   |                   |                   |                   |                   |
| Титули                                 | 0                 | 0                 | 1                 | 4                 | 2                 | 6                 | 3                 | 1                 | 1                 | 0                 | 18                | 18                |
| Фінали                                 | 0                 | 0                 | 1                 | 7                 | 3                 | 9                 | 5                 | 4                 | 2                 | 0                 | 31                | 31                |
| Рейтинг на кінець року                 | 269               | 100               | 42                | 4                 | 15                | 2                 | 9                 | 12                | 16                | 64                |                   |                   |

1 До 1994 року проводили як Мастерс Стокгольм, Від 1995 року - як Мастерс Штутгарт.

### Парний розряд
| Турнір                                 | 1988 | 1989         | 1990         | 1991         | 1992 | 1993         | 1994         | 1995         | 1996 | 1997 | SR     | В-П   |
| -------------------------------------- | ---- | ------------ | ------------ | ------------ | ---- | ------------ | ------------ | ------------ | ---- | ---- | ------ | ----- |
| Турніри Великого шолома                |      |              |              |              |      |              |              |              |      |      |        |       |
| Відкритий чемпіонат Австралії з тенісу |      |              | 1р           | ЧФ           | 1р   |              | 1р           |              |      |      | 0 / 4  | 3–4   |
| Відкритий чемпіонат Франції з тенісу   |      | 3р           | 2р           | 3р           |      |              |              |              |      |      | 0 / 3  | 5–3   |
| Вімблдонський турнір                   |      | 1р           | 2р           | 1р           | П    | 3р           | ПФ           |              |      |      | 1 / 6  | 13–5  |
| Відкритий чемпіонат США з тенісу       |      | 1р           | 1р           | ЧФ           | ПФ   | 3р           |              |              |      |      | 0 / 5  | 9–5   |
| В-П                                    | 0–0  | 2–3          | 2–4          | 8–4          | 10–2 | 4–2          | 4–2          | 0–0          | 0–0  | 0–0  | 1 / 18 | 30–17 |
| Виступи за національну збірну          |      |              |              |              |      |              |              |              |      |      |        |       |
| Теніс на Олімпійських іграх            |      | не проводили | не проводили | не проводили | G    | не проводили | не проводили | не проводили |      | NH   | 1 / 1  | 4–0   |
| Кубок Девіса                           |      |              | ЧФ           | ПФ           | PO   | П            | ПФ           | ПФ           | ЧФ   |      | 1 / 6  | 14–2  |
| Загальна статистика                    |      |              |              |              |      |              |              |              |      |      |        |       |
| Титули                                 | 0    | 1            | 3            | 1            | 3    | 1            | 0            | 0            | 0    | 1    | 10     | 10    |
| Фінали                                 | 0    | 1            | 6            | 2            | 5    | 1            | 0            | 0            | 0    | 1    | 16     | 16    |
| Рейтинг на кінець року                 | 216  | 73           | 27           | 27           | 16   | 76           | 89           | 156          | 359  | 206  |        |       |

## Перемоги на гравцями першої 10-ки
| Сезон    | 1987 | 1988 | 1989 | 1990 | 1991 | 1992 | 1993 | 1994 | 1995 | 1996 | 1997 | Всього |
| Перемоги | 0    | 0    | 0    | 1    | 7    | 6    | 14   | 3    | 6    | 2    | 0    | 39     |

| #    | Гравець           | Рейтинг | Турнір                                      | Покриття   | Р-д  | Рахунок                           |      |
| 1990 | 1990              | 1990    | 1990                                        | 1990       | 1990 | 1990                              | 1990 |
| ---- | ----------------- | ------- | ------------------------------------------- | ---------- | ---- | --------------------------------- | ---- |
| 1.   | Бред Гілберт      | 9       | Париж, Франція                              | Килим (i)  | 3р   | 6–4, 6–4                          |      |
| 1991 |                   |         |                                             |            |      |                                   |      |
| 2.   | Стефан Едберг     | 1       | Гамбург, Німеччина                          | Ґрунт      | ЧФ   | 6–2, 7–6(7–4)                     |      |
| 3.   | Горан Іванишевич  | 8       | World Team Cup, Дюссельдорф                 | Ґрунт      | RR   | 6–3, 6–4                          |      |
| 4.   | Джим Кур'є        | 4       | Вімблдонський турнір, Велика Британія       | Трава      | ЧФ   | 6–3, 7–6(7–2), 6–2                |      |
| 5.   | Стефан Едберг     | 1       | Вімблдонський турнір, Велика Британія       | Трава      | ПФ   | 4–6, 7–6(7–5), 7–6(7–5), 7–6(7–2) |      |
| 6.   | Борис Бекер       | 2       | Вімблдонський турнір, Велика Британія       | Трава      | Ф    | 6–4, 7–6(7–4), 6–4                |      |
| 7.   | Джим Кур'є        | 3       | Кубок Девіса, Канзас-Сіті                   | Ґрунт (i)  | RR   | 6–4, 7–5, 6–4                     |      |
| 8.   | Гі Форже          | 7       | Кубок Великого шлему, Мюнхен                | Килим (i)  | ЧФ   | 7–6(10–8), 6–4                    |      |
| 1992 |                   |         |                                             |            |      |                                   |      |
| 9.   | Борис Беккер      | 4       | Гамбург, Німеччина                          | Ґрунт      | ПФ   | 6–1, 6–1                          |      |
| 10.  | Піт Сампрас       | 3       | World Team Cup, Дюссельдорф                 | Ґрунт      | RR   | 6–7(6–8), 6–2, 6–4                |      |
| 11.  | Стефан Едберг     | 2       | Кубок Великого шлему, Мюнхен                | Килим (i)  | 1р   | 7–6(7–4), 6–7(4–7), 8–6           |      |
| 12.  | Ріхард Крайчек    | 10      | Кубок Великого шлему, Мюнхен                | Килим (i)  | ЧФ   | 7–6(7–4), 7–5                     |      |
| 13.  | Піт Сампрас       | 3       | Кубок Великого шлему, Мюнхен                | Килим (i)  | ПФ   | 7–6(7–3), 7–6(7–5), 3–6, 7–6(7–2) |      |
| 14.  | Майкл Чанг        | 6       | Кубок Великого шлему, Мюнхен                | Килим (i)  | Ф    | 6–2, 6–3, 6–2                     |      |
| 1993 |                   |         |                                             |            |      |                                   |      |
| 15.  | Іван Лендл        | 7       | Гамбург, Німеччина                          | Ґрунт      | ЧФ   | 6–3, 6–2                          |      |
| 16.  | Стефан Едберг     | 3       | World Team Cup, Дюссельдорф                 | Ґрунт      | RR   | 6–2, 6–0                          |      |
| 17.  | Борис Беккер      | 4       | Queen's Club, Велика Британія               | Трава      | ЧФ   | 6–4, 7–6(7–2)                     |      |
| 18.  | Петр Корда        | 10      | Вімблдонський турнір, Велика Британія       | Трава      | 4р   | 7–6(7–4), 6–4, 7–6(7–3)           |      |
| 19.  | Стефан Едберг     | 5       | Кубок Девіса, Borlänge                      | Ґрунт (i)  | RR   | 6–1, 6–1                          |      |
| 20.  | Стефан Едберг     | 5       | Базель, Швейцарія                           | Тверде (i) | Ф    | 6–4, 6–7(5–7), 6–3, 6–2           |      |
| 21.  | Стефан Едберг     | 6       | Стокгольм, Швеція                           | Килим (i)  | ЧФ   | 1–6, 6–2, 6–4                     |      |
| 22.  | Горан Іванишевич  | 10      | Стокгольм, Швеція                           | Килим (i)  | Ф    | 4–6, 7–6(8–6), 7–6(7–3), 6–2      |      |
| 23.  | Андрій Медведєв   | 6       | Фінал ATP, Франкфурт                        | Килим (i)  | RR   | 6–3, 6–4                          |      |
| 24.  | Майкл Чанг        | 7       | Фінал ATP, Франкфурт                        | Килим (i)  | RR   | 4–6, 7–6(7–3), 6–2                |      |
| 25.  | Джим Кур'є        | 2       | Фінал ATP, Франкфурт                        | Килим (i)  | RR   | 7–5, 6–4                          |      |
| 26.  | Горан Іванишевич  | 8       | Фінал ATP, Франкфурт                        | Килим (i)  | ПФ   | 7–6(7–2), 7–6(12–10)              |      |
| 27.  | Піт Сампрас       | 1       | Фінал ATP, Франкфурт                        | Килим (i)  | Ф    | 7–6(7–3), 2–6, 7–6(9–7), 6–2      |      |
| 28.  | Стефан Едберг     | 5       | Кубок Великого шлему, Мюнхен                | Килим (i)  | ПФ   | 2–6, 3–6, 6–3, 6–3, 6–1           |      |
| 1994 |                   |         |                                             |            |      |                                   |      |
| 29.  | Піт Сампрас       | 1       | World Team Cup, Дюссельдорф                 | Ґрунт      | RR   | 3–6, 7–6(9–7), 6–2                |      |
| 30.  | Серхі Бругера     | 6       | World Team Cup, Дюссельдорф                 | Ґрунт      | Ф    | 2–6, 6–4, 6–3                     |      |
| 31.  | Серхі Бругера     | 4       | Кубок Девіса, Галле                         | Трава      | RR   | 7–6(7–4), 5–7, 7–5, 6–2           |      |
| 1995 |                   |         |                                             |            |      |                                   |      |
| 32.  | Горан Іванишевич  | 5       | Кубок Девіса, Карлсруе                      | Тверде (i) | RR   | 7–6(7–3), 4–6, 6–1, 6–4           |      |
| 33.  | Борис Беккер      | 3       | Штутгарт, Німеччина                         | Килим (i)  | ПФ   | 6–0, 6–3                          |      |
| 34.  | Ріхард Крайчек    | 10      | Кубок Девіса, Утрехт                        | Тверде (i) | RR   | 3–6, 6–4, 6–4, 6–4                |      |
| 35.  | Магнус Ларссон    | 10      | World Team Cup, Дюссельдорф                 | Ґрунт      | RR   | 7–5, 7–6(7–5)                     |      |
| 36.  | Піт Сампрас       | 2       | Мастерс Цинциннаті, США                     | Тверде     | ЧФ   | 6–7(5–7), 7–6(7–3), 6–1           |      |
| 37.  | Євген Кафельников | 6       | Кубок Девіса, Москва                        | Ґрунт (i)  | RR   | 6–1, 4–6, 6–3, 6–4                |      |
| 1996 |                   |         |                                             |            |      |                                   |      |
| 38.  | Горан Іванишевич  | 9       | Антверпен, Бельгія                          | Килим (i)  | Ф    | 6–3, 6–2, 7–6(7–5)                |      |
| 39.  | Томас Мустер      | 2       | Відкритий чемпіонат Франції з тенісу, Париж | Ґрунт      | 4р   | 4–6, 6–4, 6–1, 7–6(7–1)           |      |

## Результати матчів проти перших ракеток світу
| Гравець           | Роки      | Матчів | В-П   | % виграшів | Тверде | Ґрунт | Трава | Килим |
| ----------------- | --------- | ------ | ----- | ---------- | ------ | ----- | ----- | ----- |
| Патрік Рафтер     | 1994–1995 | 2      | 2–0   | 100%       | 2–0    | 0–0   | 0–0   | 0–0   |
| Марсело Ріос      | 1994      | 1      | 1–0   | 100%       | 1–0    | 0–0   | 0–0   | 0–0   |
| Матс Віландер     | 1991      | 1      | 1–0   | 100%       | 1–0    | 0–0   | 0–0   | 0–0   |
| Джиммі Коннорс    | 1990–1992 | 4      | 3–1   | 75%        | 2–1    | 1–0   | 0–0   | 0–0   |
| Стефан Едберг     | 1991–1996 | 16     | 10–6  | 63%        | 1–3    | 5–1   | 1–0   | 3–2   |
| Томас Мустер      | 1992–1996 | 5      | 3–2   | 60%        | 0–0    | 2–2   | 0–0   | 1–0   |
| Джим Кур'є        | 1990–1997 | 12     | 7–5   | 58%        | 2–2    | 1–2   | 2–0   | 2–1   |
| Піт Сампрас       | 1991–1995 | 9      | 5–4   | 56%        | 1–1    | 2–1   | 0–1   | 2–1   |
| Джон Макінрой     | 1990–1992 | 2      | 1–1   | 50%        | 0–1    | 0–0   | 1–0   | 0–0   |
| Борис Бекер       | 1990–1996 | 12     | 4–8   | 33%        | 0–1    | 1–0   | 2–1   | 1–6   |
| Євген Кафельников | 1993–1997 | 11     | 3–8   | 27%        | 1–1    | 1–4   | 0–1   | 1–2   |
| / Іван Лендл      | 1989–1993 | 7      | 1–6   | 14%        | 0–3    | 1–1   | 0–1   | 0–1   |
| Андре Агассі      | 1990–1994 | 6      | 0–6   | 0%         | 0–3    | 0–1   | 0–0   | 0–2   |
| Всього            | 1989–1997 | 88     | 41–47 | 47%        | 11–16  | 14–12 | 6–4   | 10–15 |